# Боян Остоїч
Боян Остоїч (серб. Бојан Остојић / Bojan Ostojić, нар. 12 лютого 1984, Севойно, СФРЮ) — сербський футболіст, захисник.

## Ігрова кар'єра
Вихованець футбольної школи клубу «Севойно». Дорослу футбольну кар'єру розпочав 2002 року в основній команді того ж клубу, в якій провів три сезони, взявши участь у 39 матчах чемпіонату.
Згодом з 2005 по 2013 рік грав у складі команд клубів «Слобода» (Ужице), «Раднички» (Крагуєваць), БАСК (Белград), «Нові-Пазар» та «Вождовац».
Своєю грою за останню команду привернув увагу представників тренерського штабу клубу «Чукарички», до складу якого приєднався 2013 року. Відіграв за белградську команду наступні три сезони своєї ігрової кар'єри. Більшість часу, проведеного у складі «Чукаричок», був основним гравцем захисту команди. У цей період він виграв Кубок Сербії (сезон 2014/15), а також був обраний в команду Суперліги на сезон 2015/16.
До складу клубу «Партизан» приєднався влітку 2016 року. 31 липня 2016 року дебютував за «Партизан» у грі проти Напредка з Крушеваца. 15 жовтня 2016 року Остоїч забив свій перший гол у футболці «Партизана» проти свого колишнього клубу «Вождовац». Загалом із столичним грандом провів шість сезонів і за цей час один раз виграв чемпіонат Сербії у 2017 році, а також тричі національний кубок, при цьому саме Остоїч забив єдиний гол у фіналі Кубка Сербії 2019 року проти головного суперника «Црвени Звезди», щоб допомогти «Партизану» вчетверте поспіль виграти трофей.
Завершив ігрову кар'єру у клубі «Телеоптик», де виступав у сезоні 2022/23.

## Титули і досягнення
- Чемпіон Сербії (1):

«Партизан»: 2016/17
- Володар Кубка Сербії (4):

«Чукарички»: 2014/15
«Партизан»: 2016/17, 2017/18, 2018/19